# Reishia luteostoma
Reishia luteostoma is een slakkensoort uit de familie van de Muricidae. De wetenschappelijke naam van de soort is voor het eerst geldig gepubliceerd in 1803 door Holten.